# آزمون روانی

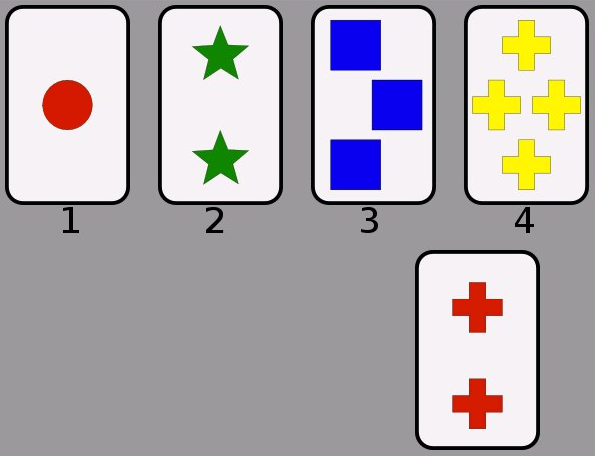
نمونه ای از سوالات آزمون روانی

آزمون روانی (به انگلیسی: psychological test) ابزار اندازه‌گیری عینی معیار شده‌ای است که برای ارزیابی یک خصوصیت یا مجموعه‌ای از خصوصیات مانند هوش، شخصیت، خلاقیت، استعداد یا علایق به کار می‌رود.
یکی از نمونه‌های ابزار اندازه‌گیری که به منظور ارزیابی استعداها طراحی شد مجموعه‌ای از آزمونهای مرتبط به هم است که به آزمونهای تشخیص استعداد موسوم است.این آزمونها در مقوله‌هایی مانند استدلال کلامی، توانایی عددی، استدلال انتزاعی و غیره نمره‌گذاری شده‌اند.نتایج این آزمونها در مواقعی که به مشاوره شغلی نیاز است مفید خواهد بود.مدارس، شرکت‌ها ی بزرگ و نیروهای مسلح اغلب از این آزمونها سود می‌برند.
سایر نمونه‌های آزمونها ی روانی عبارت اند از شخصیت سنج چند وجهی مینه سوتا (ام.ام.پی.آی)، آزمون لکه‌های جوهر رورشاخ، مقیاس درونی-بیرونی راتر، مقیاس هوشی استانفورد-بینه، آزمون اندریافت موضوع(تی اِ تی)، و مقیاس هوشی وکسلر برای بزرگسالان(دبلیو.اِ.آی.اس).
کاربرد این آزمونها ی روانی از لحاظ اخلاقی مایه بحث‌ها ی بسیاری شده‌است.مثلاً ام.ام.پی آی گاهی در بخش کارگزینی موسسات برای اتخاذ تصمیم‌هایی به کار رفته‌است.با در نظر گرفتن این واقعیت که ام.ام.پی.آی در اصل برای کاربرد در روانپزشکی طرح ریزی شده‌است و معمولاً برای مشخص کردن اختلالات روانی به کار می‌رود شاید به کاربرد آن در موقعیتهای غیر درمانی درست نباشد.شاید کسی که هرگز در رفتارش نشانی از اختلال روانی دیده نمی‌شود صرفاً بر اساس نتیجه آزمون از سوی مافوقهایش "پارانویایی" یا اسکیزوفرن تشخیص داده شود.از سوی دیگر اگر افراد صالح آزمونهای روانی را به کار برند نتایج چنین آزمونهایی را می‌توان در راه‌های مفید بسیاری به کار بست.
در آزمونهای روانی دو مسئله مطرح است:یکی پایایی و دیگری اعتبار.بعضی از آزمونها از لحاظ پایایی و اعتبار یا یکی از این دو خصوصیت مهم در حد پایینی هستند و چنین آزمونهایی تقریباً بی‌فایده‌اند.

## اصول اخلاقی ارزشیابی،آزمون‌گیری و تشخیص در روانشناسی
ارزیابی، آزمون‌گیری و تشخیص می‌تواند بر گسترهٔ زندگی فرد تغییرات زیادی ایجاد کند.آن‌ها می‌توانند تأثیرات شگرفی بر استخدام، توقیف، اعتبار و شهرت، بستری غیر ارادی و پیش‌بینی زندان داشته باشد. ملاحظات پیش رو برای شناسایی چالش‌های اخلاقی و کمک به مطمئن ساختن تشخیص، آزمون‌گیری و ارزیابی تا حد ممکن برای هم متخصصین و هم مراجعان، معتبر و مفید هستند..

### آگاهی از استانداردها و راهنماها
APA و CPA یک سری اسناد مرتبط باآزمون گیری، ارزیابی و تشخیص منتشر کرده‌اند. مرور آن‌ها نشان می‌دهد که این حوزهٔ کاری با استانداردهای بالایی مواجه است.به عنوان مثال اصول اخلاقی APA و کدهای اجرا شامل بخش‌های مرتبط با ارزیابی از قبیل" سنجش، تشخیص و مداخله‌ها در بافت حرفه ای"،"صلاحیت و مناسب بودن استفاده از ارزیابی و مداخلات "، "ساختار تست"، "استفاده از ارزیابی در جمعیت‌های خاص و عام "، "تفسیر نتایج ارزیابی "، "افراد بی صلاحیت "، تست‌های منسوخ و نتایج تست بی اعتبار"، نمره‌گذاری تست و سرویس‌های تفسیری"، "توضیح دادن نتایج ارزیابی "، "حفظ امنیت تست" و "ارزیابی قانونی-دادگاهی". سایر اسناد منتشر شده توسط APA و CPA که می‌توانند در این حوزه کمک‌کننده باشند شامل "راهنماهای کار روان شناختی با بزرگسالان" "راهنماهای مربوط به آموزش، تربیت، تحقیق، کار و تغییرات سازمان یافته ی چند فرهنگی برای روان شناسان"، "راهنماهای سنجش روان شناختی در الگوهای حفاظت از کودکان"، "راهنماهای مربوط به سنجش دمانس و نقایص شناختی مربوط به افزایش سن"، "راهنماهای مربوط به سنجش حضانت کودکان در فرایند طلاق"، راهنماهای عملی برای سرویس‌های خدمات روان شناختی"، "حقوق و مسولیت‌های گیرنده تست هاست: راهنماها و انتظارات..

### باقی ماندن در درون حوزه  شایستگی
یک درجه ی روان‌شناسی ، دوره ی اینترنی و مدرک به تنهایی کفایت حرفه‌ای برای اجرا، نمره گذاری، تفسیر یا سایر استفاده‌ها از تست‌های روان شناختی را تأمین نمی‌کند.کمیته ی علوم و اخلاقیات حرفه‌ای APA دریافت که کفایت در اجرای تست، مشروط بر این است که افراد حداقل به مدت یک سال تحت نظر سوپرویژن کلینیکی کار کنند.
این صلاحیت صرفاً نمی‌تواند ادعا شود بلکه باید نشان داده شود که از طریق آموزش، تمرین و تجربه ی حرفه‌ای رشد یافته‌است.
این نکته با فرایند تشخیص و ارزیابی مرتبط است حتی اگر تست گرفتن را شامل نمی شد. به عنوان مثال وقتی تشخیص بر مبنای مصاحبه و مشاهده است، آموزش و تجربه تحت سوپروایزری در این متدهای ارزیابی لازم هستند.

### اطمینان از فهم مراجع و رضایت مندی او برای تست شدن
اطمینان یافتن از فهم کامل مراجع از ماهیت، اهداف و تکنیک‌های ابزار مورد استفاده به تأمین کردن حقوق مراجع جهت اجرا یا خودداری داوطلبانه و آگاهانه او در هر مرحله از ارزیابی یا درمان ، کمک می‌کند.
مشخص شود که  مراجع فهمیده است که تست گرفتن، با فقط بیان اطلاعات به صورت شفاهی یا کتبی متفاوت است. برخی مراجعان ممکن است مضطرب یا حواس پرت شوند یا مشتاقانه تلاش کنند متخصص را خوشحال و راضی کنند.
برخی مراجعان با ترم‌ها و مفاهیم تکنیکی که متخصص استفاده می‌کند ناآشنا هستند.اغلب این فقدان ارتباطات با اشتیاق متخصص در پیش رفتن در تست و ترس مراجع از نادان دیده شدن ترکیب می‌شود. این وظیفه متخصص است که تلاش لازم را برای ارائه ی توضیحی قابل فهم و کامل انجام دهد.مراجعی که به اندازه ی کافی آگاه شده‌است می‌داند که چه کسی ممکن است نتایج را بفهمد.

### روشن‌سازی دستیابی به نتایج تست و داده‌های خام
عملکرد درمانگران در درون یک چارچوب کاری پیچیده از استانداردهای قانونی و اخلاقی، گاهی مستلزم آشکارسازی اجباری اطلاعات تست می‌شود.
کدهای اخلاقی APA تعاریفی را از "داده‌های تست" و راهنمایی دربارهٔ آشکارسازی آن‌ها بیان می‌کند:
اصطلاح test data شامل نمره‌های خام و ارزیابی شده، واکنش‌های مراجع به سوالات تست یا محرک‌ها و نت‌های روان‌شناس و رفتارها و اظهارات مراجع در حین پاسخگویی به تست می‌شود. ممکن است روان‌شناس برای حفاظت از مراجع یا دیگران از آسیب‌های قابل توجه یا سوء استفاده‌ها، از ارائه داده‌های تست خودداری کند.
شرایط آشکارسازی داده‌های تست، توسط قانون تنظیم شده‌است.
در برخی مواقع هم، بدون آشکار ساختن نتایج به مراجع، روان شناسان داده‌های تست را فقط به سفارش دادگاه یا قانون تأمین می‌کنند.

### پیروی از روندهای استاندارد برای اجرای تست‌ها
وقتی که ما تست وکسلر کودکان یا هالستید را پانصد بار اجرا می‌کنیم، تجربه‌مان ممکن است شکستن یکنواختی اجرای تست را تسهیل کند. همچنین زمانی که عجله داریم ممکن است بخواهیم ساختار را خلاصه و کوتاه کنیم و نهایتاً فرض می‌کنیم مراجع آن چیزی را ارائه می‌کند که ما انتظار داریم.
فرض زیربنایی استانداردسازی تست‌ها این است که موقعیت تست‌گیری و فرایند آن تا حد ممکن برای همه مشابه باشد.

### آگاهی از ادبیات ضبط کردن و مشاهده گران ثالث
اگر یک شخص ثالث در حین ارزیابی حضور داشته باشد، یا اینکه قرار است ضبط صوتی یا تصویری انجام شود، متخصص باید با تحقیقات در زمینهٔ این که این عامل چگونه بر ارزیابی اثر می‌گذارد، آشنا باشد.
به عنوان مثال مک کفری و همکاران (2002) دریافتند که در حضور یک ضبط‌کننده صدا عملکرد افراد در تست‌های حافظه کاهش یافته‌است.در حالی که عملکرد تست‌های عملی تحت تأثیر قرار نگرفته بود.
گاوت و همکاران(2005)دریافتند حضور مشاهدگران شخص ثالث منجر به نقایص قابل توجهی در تست‌های عصب روان شناختی از قبیل توجه، حافظهٔ کلامی، سیالی کلامی و نشانه‌های شناختی می‌شود.

### آگاهی از فرض‌های اساسی
فرضیه‌های بنیادی و چارچوب‌های تئوری، می‌توانند ارزیابی‌ها را به‌طورقابل توجهی تحت تأثیر قرار دهند.بعنوان مثال یک رفتار درمانگر و یک روان تحلیل گر به گونه متفاوتی یک فرد را می‌بینند.
در آزمایشی که انجام شد وقتی مصاحبه یک نفر را برای گروهی از متخصصین با برچسب" بیمار"
نمایش دادند او را به‌طور قابل توجهی بیمارتر از وقتی که با برچسب "داوطلب شغل" نمایش داده شده بود، تشخیص دادند. متخصصان درگیر ارزشیابی و تشخیص لازم است آگاهی مداومی از جهت‌گیری نظری خودشان و راه‌هایی که این جهت‌گیری بر سنجش آن‌ها اثر می‌گذارد، داشته باشند.

### آگاهی از فاکتورهای شخصی منجر به سوء استفاده از تشخیص‌ها
توجه ناکافی به واکنش‌های شخصی و پویایی خودمان، می‌تواند ما را برای اشتباه در سنجش، آسیب‌پذیر کند. آگاه بودن به مسائلی از این دست، در درون خودمان و مشاوره‌های فراوان با همکاران، می‌تواند از استفاده نادرست تشخیصی پیشگیری کند و ما را مطمئن کند که ارزیابی مان در سطح بالایی از استانداردهای اخلاق قرار دارد.

### آگاهی از فاکتورهای مالی در استفاده نادرست در تشخیص‌ها
بیشتر درمانگران آگاهند که کدام مقوله‌های تشخیصی تحت پوشش بازپرداخت بیمه‌ای هستند یا نه. طیف وسیعی از سازمان‌های مراقبت سلامت، سرویس‌ها را فقط برای طیف بسیار محدودی از تشخیص‌ها ارائه می‌دهند.بعنوان مثال اختلالات شخصیت خیلی به ندرت تحت پوشش هستند.
متأسفانه بسیاری از سیستم‌های سازمانی مثل مدیریت سلامت بازپرداخت وجه را به ارزیابی‌های فقط یک ساعته کاهش داده است. در حالی که اغلب یک سنجش کامل برای تعیین تشخیص‌های دقیق نیازمند ساعت‌ها تست و آماده‌سازی گزارش است. مسئله فاکتورهای مالی منجر به اشتباهات تشخیص قابل توجهی می‌شوند.

### دانش نسبت به اندازه‌های پایه ی کم
وقتی که ارزیابی شامل شرایط، توانایی، نگرش، کیفیت یا هر چیز دیگری که در جمعیت عمومی به ندرت یافت می‌شود، باشد چشم پوشی از اندازه‌های پایه کم منجر به مشکلاتی می‌شود.
حتی زمانی که تست‌های روان شناختی خودشان دقیق باشند، جزییات آماری داده‌های پایهٔ کم، می‌توانند اشتباهات بزرگی را ایجاد کنند.تصور کنید شما مأمور ساختن یک فرایند ارزیابی برای تعیین قضاوت‌های نادرست در بین کاندیداهای قاضی شدن هستید.این فرایندی بسیار دشوار است چون فقط یک پانصدم قضاوت‌ها نادرست هستند.

### جلوگیری از درهم آمیختگی درجه دقت گذشته نگری و آینده نگری
دقت آینده نگر یک ابزار ارزیابی در ابتدا بر نتایج تست تمرکز دارد و می پرسد شانس‌های آینده و احتمالات موقعیتی برای یک فرد با این نتایج که وضعیت ،توانایی، نگرش یا کیفیت خاص دارد، چه هستند؟
دقت گذشته نگر یک ابزار در ابتدا برشرایط، توانایی، نگرش و کیفیت خاص فرد تمرکز می‌کند و سپس می پرسد که شانس‌های آینده و احتمالات موقعیتی ممکن برای این فرد چیست؟
بسیاری از مشکلات از همین اشتباه رایج با هم اشتباه گرفتن جهت استنباط هاست. این اشتباه اغلب منجر به پیامدهای قانونی می‌شود.
a ) افراد با شرایط x به شدت تمایل دارند نتایج خاصی را درتست نشان دهند
b) فرد y این نتایج خاص تست را داشته‌است
c ) بنابراین فرد y به شدت تمایل دارد شرایط x را داشته باشد.

### آگاهی از موضوعات دادگاهی
جامعه ما بیشتر جدلی شده‌است و تمایل داریم بیشتر از قبل خودمان را به عنوان درمانگرانی که در دادگاه حضور دارند، نشان دهیم. وضعیت دادگاهی درخواست‌های ویژه‌ای را تنظیم می‌کند و لازم است متخصصین نسبت به آن‌ها آگاه باشند. به عنوان مثال فاکتورهای مالی می‌توانند در حین اجرا و گزارش ارزیابی‌ها تحت شرایط خاص، سوگیری ایجاد کند یا حداقل به صورت سوگیری ظاهر شود.
به همین دلیل بافت دادگاهی حکم می‌کند که هیچ روان‌شناسی نباید حق‌الزحمه رابطه‌ای دریافت کند.به عبارتی دیگر روان‌شناس هرگز نباید حق‌الزحمه‌ای مرتبط به نتیجه یک مورد دریافت کند.
شاپیرو بیان می‌کند: که شاهد حرفه‌ای هرگز نباید تحت هیچ شرایطی، یک مراجع بر مبنای سوگیری وابسته به حق‌الزحمه را بپذیرد.
حوزه مشکل ساز دیگر در زمینه‌های دادگاهی مربوط به ارزیابی‌های حضانت کودک است.راهنماها برای ارزیابی‌های حضانت کودک در فرایندهای طلاق APA))، روان شناسان را در این امر کمک می‌کنند.بر مبنای این اسناد، علاقهٔ اصلی کودک هدف اولیهٔ ارزیابی است.

### توجه به علت‌های طبی احتمالی
مخصوصا زمانی که صورت ظاهری علایم با یک تشخیص روان شناختی معروف جور می‌شود، تمایلی برای نادیده گرفتن علت‌های طبی احتمالی برای ناراحتی و ناتوانی به وجود می‌آید. در هر صورت یک ارزیابی کامل برای شناسایی علل احتمالی طبی لازم است.
ریگ ایمبرت بیان می‌کند اگر هر نشانه‌ای از مشکلات فیزیکی وجود دارد، یک غربالگری کامل فیزیکی انجام دهید.بعنوان مثال علایمی که به صورت سنجش از فرایند یک سایکوز ظاهر می‌شوند، در حقیقت ممکن است به دلیل یک تومور مغزی باشند.

### آگاهی از ثبت‌های قبلی و تاریخچه
ارزیابی‌های ثبت شده قبلی می‌توانند منابع ارزشمندی از اجزا یک ارزیابی روان شناختی کامل باشند.
بدون توجه به اینکه ثبت‌های قبلی وجود دارند یا قابل دسترس هستند یا نه، دستیابی به یک تاریخچه کامل برای یک ارزیابی با کفایت می‌تواند حیاتی باشد.

### مشخص کردن همه احتیاط‌ها در زمینه اعتبار و روایی
اگر هر شرایطی می‌تواند بر روی نتایج تست‌گیری روان شناختی اثر بگذارد، مانند نور کم، حواسپرتی‌های زیاد، محیط پر سرو صدا، وضعیت پزشکی یا اگر شکی در این زمینه وجود دارد که فرد مورد آزمون همه کارکترهای مرتبط با گروه نرم را نشان می‌دهد، لازم است که این عوامل در تفسیر داده‌های تست مورد توجه قرار بگیرد و در گزارش رسمی آورده شوند.
یکی از تلویحات این مسولیت این است که روان‌شناس باید نسبت به فاکتورهای متنوعی که می‌توانند بر روایی و اعتبار اثرگذار باشند، هوشیار بماند.به عنوان مثال روان‌شناسی که افرادی را که زبان مادری آن‌ها انگلیسی نیست را تست می‌کند برای تعیین اینکه آیا ارزیابی با زبان انگلیسی مناسب است یا نه با چالش روبروست.

### تأمین بازخورد کافی
بازخورد فرایندی پویا و تعاملی از هر آنچه نتایج تست فرد نشان می‌دهد، است.
عوامل زیادی می‌توانند این فرایند را بلوکه کنند .اولاً از آن جا که سازمان‌های مراقبت سلامت عجله را تحمیل می‌کنند، گاهی اوقات درخواست‌های غیر واقع بینانه از زمان متخصصین دارند. جیره بندی زمان منجر به شانس بسیار کمی برای نشست با مراجع برای بحث در مورد ارزیابی و توجه دقیق به سوالات و نگرانی‌های او می‌شود.
دوما ادبیات تبلیغاتی و بازاری ممکن است تست‌های فردی، تنوع تست‌ها یا مجموعه تست‌هایی که بر زمان بری کمتر تأکید دارند را ترویج دهند.
برخی پیشرفت‌ها ممکن است ندانسته این خیال را پرورش دهند که یک ارزیابی پیچیده می‌تواند بدون نیاز به زمان، مهارت، قضاوت و حتی توجه متخصص، در عرض چند دقیقه انجام شود. این عجله برای قضاوت می‌تواند متخصصان را مجبور کند تست‌گیری سریع، مختصر، کوتاه و خلاصه‌شان را با بازخوردی سریع، مختصر، کوتاه و خلاصه هماهنگ کنند.
سوماً در یک سطح فردی درمانگران و مشاوران ممکن است برای بحث در زمینه نتایج ارزیابی با مراجع راحت نباشند. بعضی‌ها ممکن است از اینکه حامل خبر بدی برای مراجع باشند، نسبت به بازخورد بی میل باشند. دیگران هم شاید در تلاش برای ترجمه اصطلاحات تکنیکی برای مراجع راحت نباشند.
اینها و سایر عوامل باعث فراموش کردن بازخورد دادن توسط درمانگر می‌شود در حالی که بازخورد بخش بزرگی از فرایند ارزیابی است. بازخورد یک مباحثه فکری با مراجع دربارهٔ اینکه نتایج چه هستند، چه معنایی دارند و چه معنایی ندارند است.

## پی‌نوشت و منبع
1. 1 2 3  فرانک برونو،1986، فرهنگ توصیفی روان شناسی، ترجمه فرزانه طاهری و مهشید یاسایی،1370 صفحه 9 و 10
2. 1 2 3 4 5 6 7 8 9 10 11 12 13 14 15 16 17  kennet s.pop,2007,ethics in psychotherapy and counseling